# Károly Vécsey
Károly Vécsey (24. listopadu 1803, Rzeczniów – 6. října 1849, Arad) byl generál a hrabě popravený za účast v maďarské revoluci a je považován za jednoho z Aradských mučedníků.

## Rodina

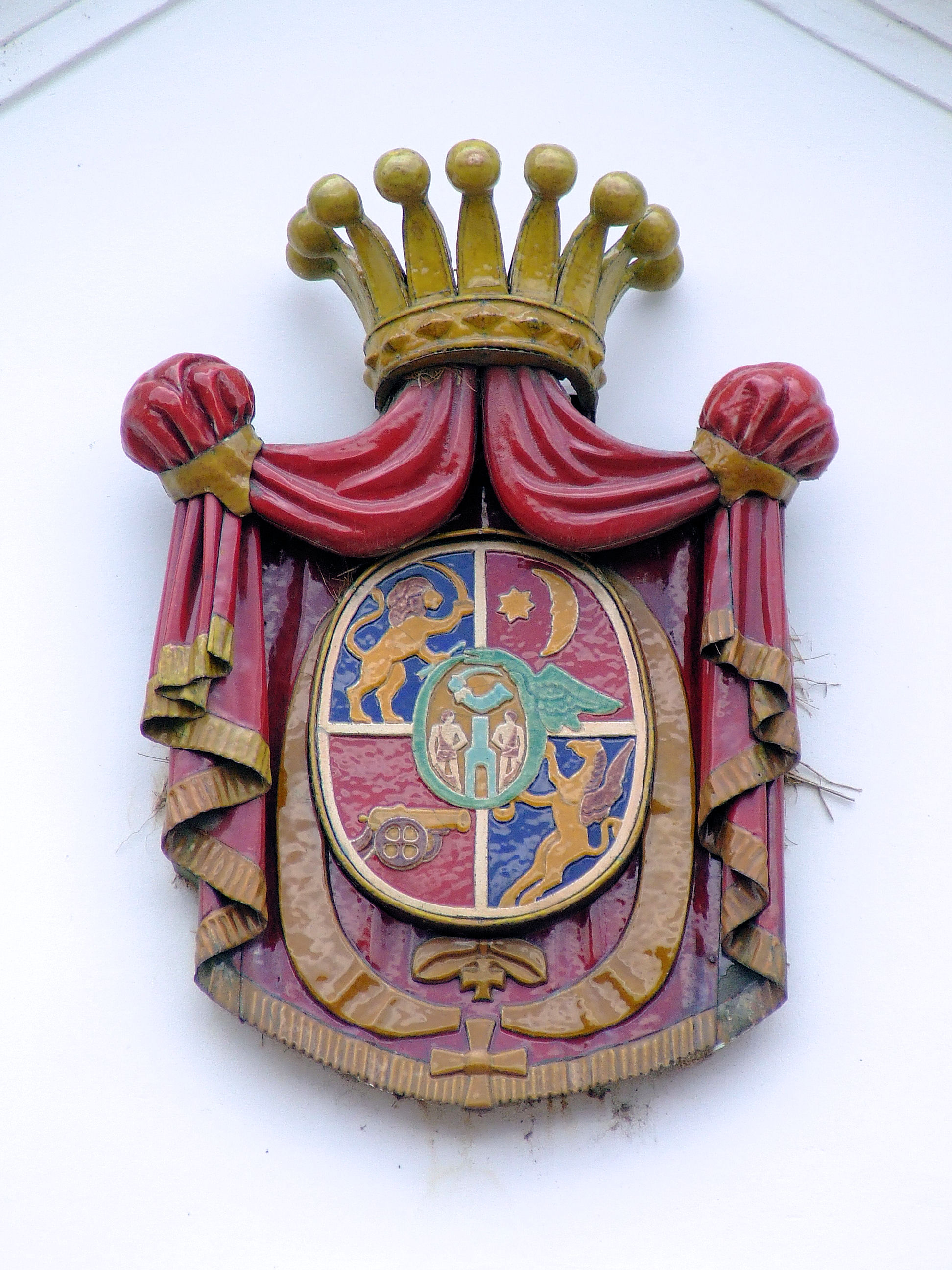
erb rodu Vécsey

Pocházel z rodiny Vécsey. Původ rodu se datuje do 15. století a pochází z okresů Ugocsa a Abaúj (Abov). Jméno rodiny pochází z názvu původního sídla, Hernádvécse.
Kolem roku 1517 se Sándor Vécsey oženil s Márií Csápy de Polyánka a získal velké bohatství. V roce 1692 se rodina rozdělila na větve Gömör a Várad.
Károly Vécsey pocházel z větve Gömör. Jeho dědeček, Siebert Vécsey získal vojenský řád Marie Terezie a Károlyho otec, August von Vécsey byl poslední velitel vídeňské uherské gardy. Oženil se s Amaliou Colson a měli několik dětí:
- Mária (1805–1875)
- Károly
- Angelika (1808-1885)
- Ede (1810–1856), císařský komorník. V roce 1848 byl velitelem 2. císařské pěchoty.
- Jenő (1811–1866), císařský komorník, kapitán husarů.
- Sándor (1812–1855) farář a opat v Hódmezővásárhely
- Ágoston (1813–1879) císařský komorník
- Karolína (1817–1898)
- Emília (1818–1819)
- Amália (1820–1892)
- Jozefína (1821–1861)
- Adolf (1824–?)
- Felícia (1826–1883)

## Život
O jeho mládí nevíme skoro nic.
V roce 1820 nastoupil k dragounům a v roce 1821 přešel k 5. husarskému pluku. V roce 1845 byl povýšen na majora. S hannoverskou armádou se dostal do Maďarska a zúčastnil se revoluce. Získal ocenění za zásluhy II stupně a již v prosinci 1848 byl povýšen na generála. Zúčastnil se např. bitvy u Szolnoku nebo bitvy u Temešváru.
Při ústupu po porážce u Temešváru se rozdělil s generálem Bánem a byl napaden spojenými silami Ruska a Rakouska. Zbraně složil u Nagyvarádu carské armádě.
O týden později byl předán do rakouské vazby a vojenským soudem v Aradu odsouzen k trestu smrti oběšením. Byl popraven jako poslední.